# Karel Styblo
Karel Styblo (* 1921 in der Tschechoslowakei; † 13. März 1998) war ein niederländischer Mediziner, bekannt für Kampagnen zur Bekämpfung der Tuberkulose.
Styblo erkrankte 1945 in dem Konzentrationslager Mauthausen schwer an Tuberkulose. Er widmete sich danach der Tuberkuloseforschung und Bekämpfung. Er entwickelte dazu Verfahren als Assistent und in Zusammenarbeit mit dem Professor der Universität Edinburgh John Crofton, bei dem er in den 1950er Jahren studierte, bestehend aus einer täglichen Dosis aus mehreren Medikamenten und einer genauen Überwachung (das ursprüngliche DOTS Protokoll). Mit dieser Methoden konnten sie die Tuberkulose in Schottland, die zuvor eine der Hauptursachen von Todesfällen bei Jugendlichen war, in nur sechs Jahren erfolgreich zurückdrängen. 1966 wurde er wissenschaftlicher Direktor der Tuberculose Surveillance Research Unit (TSRU) und er arbeitete für die  International Union against Tuberculosis and Lung Disease (IUATLD).
Er testete die DOTS-Strategie (für Directly Observed Treatment, Short Course) zur Tuberkulosebekämpfung 1978 in Tansania, wobei die Heilungsraten von um 40 Prozent auf über 80 Prozent stiegen, und setzte sie danach in anderen Ländern Afrikas, Asiens und Südamerikas um. Die WHO übernahm die Strategie offiziell 1995 (Stop TB Use Dots). 1990 startete er im Auftrag der Weltbank eine Kampagne gegen Tuberkulose in der Hebei Provinz in China mit so großem Erfolg (Heilungsraten bis 94 %), dass sie auf weitere Landesteile mit Unterstützung der Weltbank ausgedehnt wurde.
1971 wurde er niederländischer Staatsbürger.
1982 erhielt er die Robert-Koch-Medaille.

## Schriften
- Epidemiology of Tuberculosis, VEB Gustav Fischer. Jena 1984, 2. Auflage, Den Haag